# 3-as busz (Várpalota)
A várpalotai 3-as jelzésű autóbusz a 	Róbert Károly forduló – Szabadság tér – Vasútállomás – Szabadság tér – Róbert Károly forduló útvonalon, körjáratként közlekedik. A vonalat a Thury-Busz üzemelteti.

## Közlekedése
Mindennap közlekedik, munkanapokon kora reggeltől, hétvégén két órával későbbtől kora estig; ezenkívül tanítási napokon közlekedik egy betétjárat a Vasútállomásig 16:50-kor.

## Útvonala
| Róbert Károly forduló → Vasútállomás → Róbert Károly forduló |
| --- |
| Róbert Károly forduló – Róbert Károly utca – Munkácsy Mihály utca – Szabolcska Mihály utca – Tési út – Szent István út – Szabadság tér – Szent Imre utca – Veszprémi út – Péti út – Dankó Pista utca – Vasút utca – Vasútállomás – Vasút utca – Kossuth Lajos utca – Szabadság tér – Szent István út – Tési út – Szabolcska Mihály utca – Munkácsy Mihály utca – Róbert Károly utca – Róbert Károly forduló |

## Megállóhelyei
Az átszállási kapcsolatok között a Tési domb – Vasútállomás – Róbert Károly forduló között közlekedő 4-es busz nincs feltüntetve!
| 0  | Róbert Károly forduló végállomás | 13        | |
| 1  | Szabolcska utca                  | 13        | |
| 2  | Inotai út                        | 13        | |
| 4  | Könyvtár                         | 1, 1Y, 13 | Helyközi autóbusz-állomás, Krúdy Gyula Városi Könyvtár, Várpalotai temető                                               |
| 5  | Jókai Mór utca (Skála áruház)    | 1, 1Y, 13 | Városháza, Jó Szerencsét Művelődési Központ, Mentőállomás, Rendőrség, Szent Donát Kórház, Református templom, Megyeháza |
| 6  | Szabadság tér                    | 2, 14     | Thury Vár, Nagyboldogasszony templom, Városháza, Trianon Múzeum, Nepomuki Szent János Római Katolikus Általános Iskola  |
| 9  | Vízmű                            |           | |
| 10 | Kenyérgyár                       |           | |
| 11 | Vasútállomás bejárati út         |           | |
| 13 | Vasútállomás                     |           | Várpalota |
| 15 | Vasútállomás bejárati út         |           | |
| 18 | Szabadság tér                    | 2, 14     | Thury Vár, Nagyboldogasszony templom, Városháza, Trianon Múzeum, Nepomuki Szent János Római Katolikus Általános Iskola  |
| 19 | Jókai Mór utca (Skála áruház)    | 1, 1Y, 13 | Városháza, Jó Szerencsét Művelődési Központ, Mentőállomás, Rendőrség, Szent Donát Kórház, Református templom, Megyeháza |
| 22 | Inotai út                        | 13        | |
| 23 | Szabolcska utca                  | 13        | |
| 24 | Róbert Károly forduló végállomás | 13        | |